# Zöblitzer Serpentin

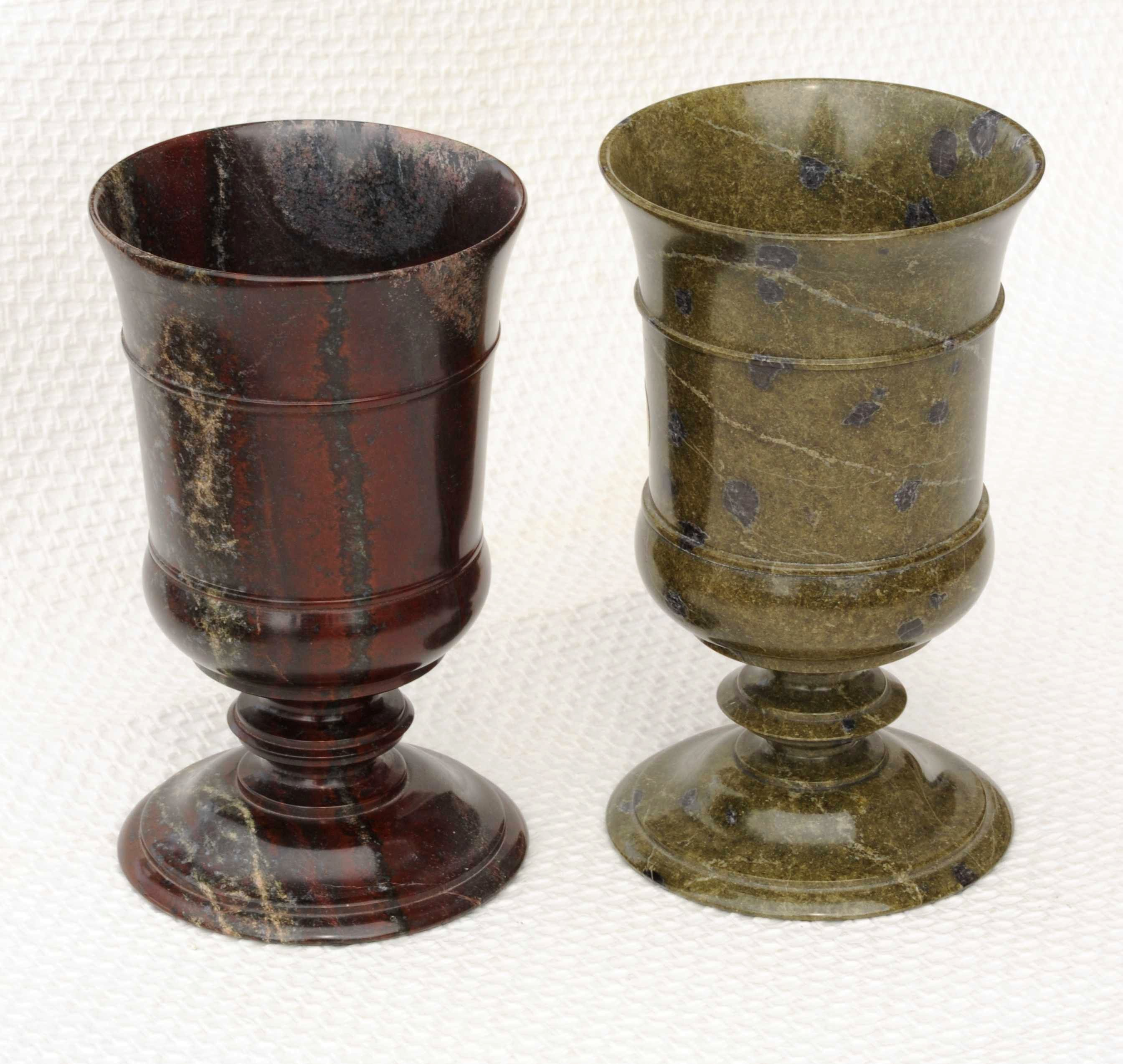
Zwei Trinkbecher aus seltenen Varietäten des Zöblitzer Serpentins

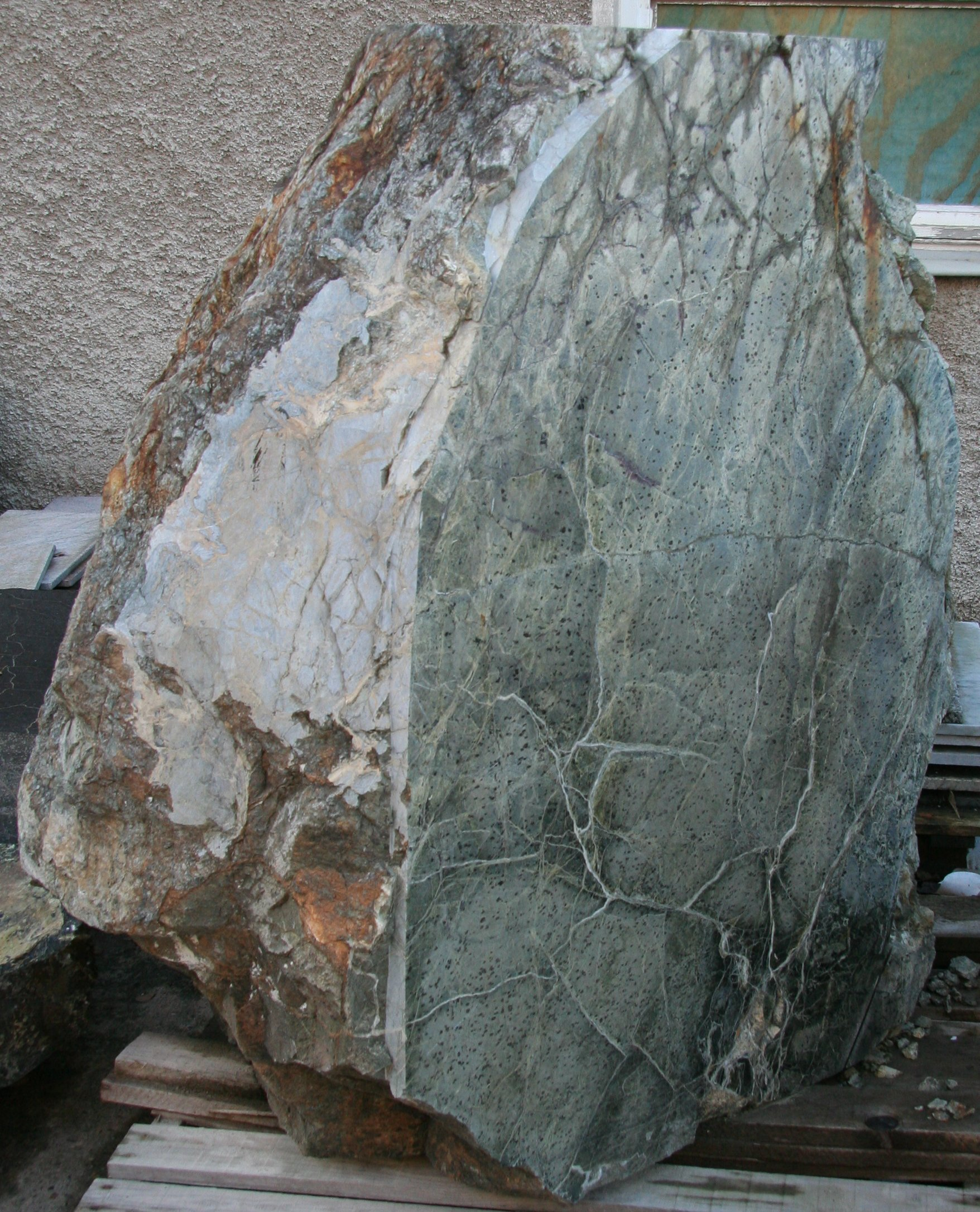
Ein Block aus Zöblitzer Serpentin mit einer polierten Seite und rauen Seiten

Der Zöblitzer Serpentin (petrografisch korrekt: serpentinisierter Granat-Peridotit von Zöblitz) ist ein über mehrere Jahrhunderte für Architekturanwendungen, künstlerische Arbeiten, kunstgewerbliche Gegenstände und technische Zwecke genutztes metamorphes Gestein. Es besteht zum Großteil aus den Serpentinmineralen. Eine seiner markanten Eigenschaften ist die gute Verarbeitungsfähigkeit auf der Drechselbank.

## Name
Die Entwicklung des Handelsnamens Zöblitzer Serpentin kann historisch auf der Grundlage alter Quellen nachvollzogen werden:
- Marmor zeblicius (Agricola 1546);
- Marmor zeblicius (Cardanus 1556);
- ophitino maculoso Zebliciano (Fabricius 1569);
- Zeblicius Ophites Germanorum (Boötius de Boot 1606).

Wegen seiner Zeichnung demnach früher als Marmor oder Ophit angesehen, ist er nach modernen geowissenschaftlichen Kriterien ein Serpentinitgestein, also ein Metamorphit.

## Sammlung
In den Sammlungsbeständen des Museums für Mineralogie und Geologie Dresden befindet sich eine der größten Kollektionen vom Zöblitzer Serpentin. Bereits in der Tätigkeitsperiode des ehemaligen Inspektors vom Mineralogischen Kabinett, Johann Heinrich Gössel (1780–1846), waren in dem von ihm geführten Bestandskatalog 168 Stück im Zeitraum 1832–1846 verzeichnet. Davon sind wegen der kriegsbedingten Verluste heute noch 69 Exemplare vorhanden.

## Entstehung, Eigenschaften, Mineralogie
Hauptartikel: → Serpentinit
Der Zöblitzer Serpentin ist im petrographischen Sinne ein Granatserpentinit. Er entstand in der Folge sehr komplexer metamorpher und tektonischer Vorgänge, die ihren Ausgangspunkt in den Tiefen des Erdmantels hatten. Heute nimmt man an, dass sich das Ausgangsgestein zur Zeit des Präkambriums in den untersten Zonen der Erdkruste bildete. Durch Bewegungen, bei denen die Ausgangsgesteine zur Erdoberfläche empor traten, wirkten erhebliche tektonische Kräfte ein. Bei diesen Deformationen kam es zu retrograden metamorphen Mineralumwandlungen.
Das an der Erdoberfläche erreichbare und deshalb abbaubare Gestein bildet einen granatführenden Metamorphit, dessen Paragenese (mineralogisch definierte Entstehungsweise) im Dreieck zwischen Chlorit-Granat-Serpentinmineralen ablief. Bei der Bildung der Flöhaer Synklinale kam es zur Hebung der zuvor tief liegenden Ausgangsgesteine.
Die visuell wichtigste Eigenschaft des Zöblitzer Serpentins ist seine optische Erscheinungsweise. Die wechselnden Farben und Strukturen haben seine vielseitigen Anwendungen und die kunstgeschichtliche Bedeutung begründet. Hauptfarbtöne sind ein Schwarz mit leichtem Grünstich und dunkelgrüne Varietäten. Seltener sind dunkelrote, braunrote, und mittelgrüne Farbtöne. Es treten sehr vereinzelt auch hellgrüne, graugrüne, grauviolette und weißlichgrüne Stücke auf. Einige dieser sehr seltenen Varietäten sind durch den Zersetzungsgrad ihrer Mineralbestandteile nur eingeschränkt verarbeitbar. Stücke mit gelben Tönungen, wie sie an zahlreichen historischen Objekten zu beobachten sind, werden heute nicht mehr gefunden.
Typisch für das generelle Erscheinungsbild sind die Einlagerungen von Granatkristallen (Pyrop), die in den meisten Fällen bereits einem natürlichen Zersetzungsprozess (Kelyphitisierung) unterlagen und keine rote Farbe mehr aufweisen. Je stärker sie diese Zersetzung erlitten haben, umso besser lässt sich ein jeweiliges Rohstück drechseln. Granate mit geringem Zersetzungsgrad besitzen eine so hohe mineralische Härte (Mohs 7–7,5), wodurch sie sich bei der Bearbeitung des Gesteins (Mohs 3–4) als ausgesprochen hinderlich erweisen. Im Steinbruch sind gelegentlich Handstücke auffindbar, die in Kluftflächen rote Granatkristalle zeigen.
Der leichte Seidenglanz mancher Partien und Bänder stammt hauptsächlich vom Mineral Chrysotil, der von hauchdünnen bis stärkeren Adern im Zöblitzer Serpentin eingelagert ist und meist ehemalige Spalten im Hauptgestein füllt. Ferner finden sich Klinochrysotil, Orthochrysotil, Parachrysotil, Antigorit oder Lizardit. Magnetit und Chromit bilden die wichtigsten dunklen Bestandteile. Daneben tritt das Mineral Chlorit und verschiedene Mineralvariationen von Eisenoxiden auf. Letztere tragen in unterschiedlicher Weise zu Rot- bzw. Rotbraunfärbung bei.

## Lagerstätte
Zöblitzer Serpentin lagert flächenmäßig relativ begrenzt unter dem Ort Zöblitz und seiner Umgebung. Die Lagerstätte ist von Muskovitgneis umschlossen und damit horizontal begrenzt. Die Hauptlagerstätte befindet sich östlich von Zöblitz und zieht sich bis zu den nördlichen Häusern des benachbarten Dorfes Ansprung. Die erste amtliche geologische Aufnahme in der Region um Zöblitz erfolgte in der zweiten Hälfte des 19. Jahrhunderts und wurde durch Joseph Nikolaus Hazard 1883 abgeschlossen.

## Abbau und Verarbeitung

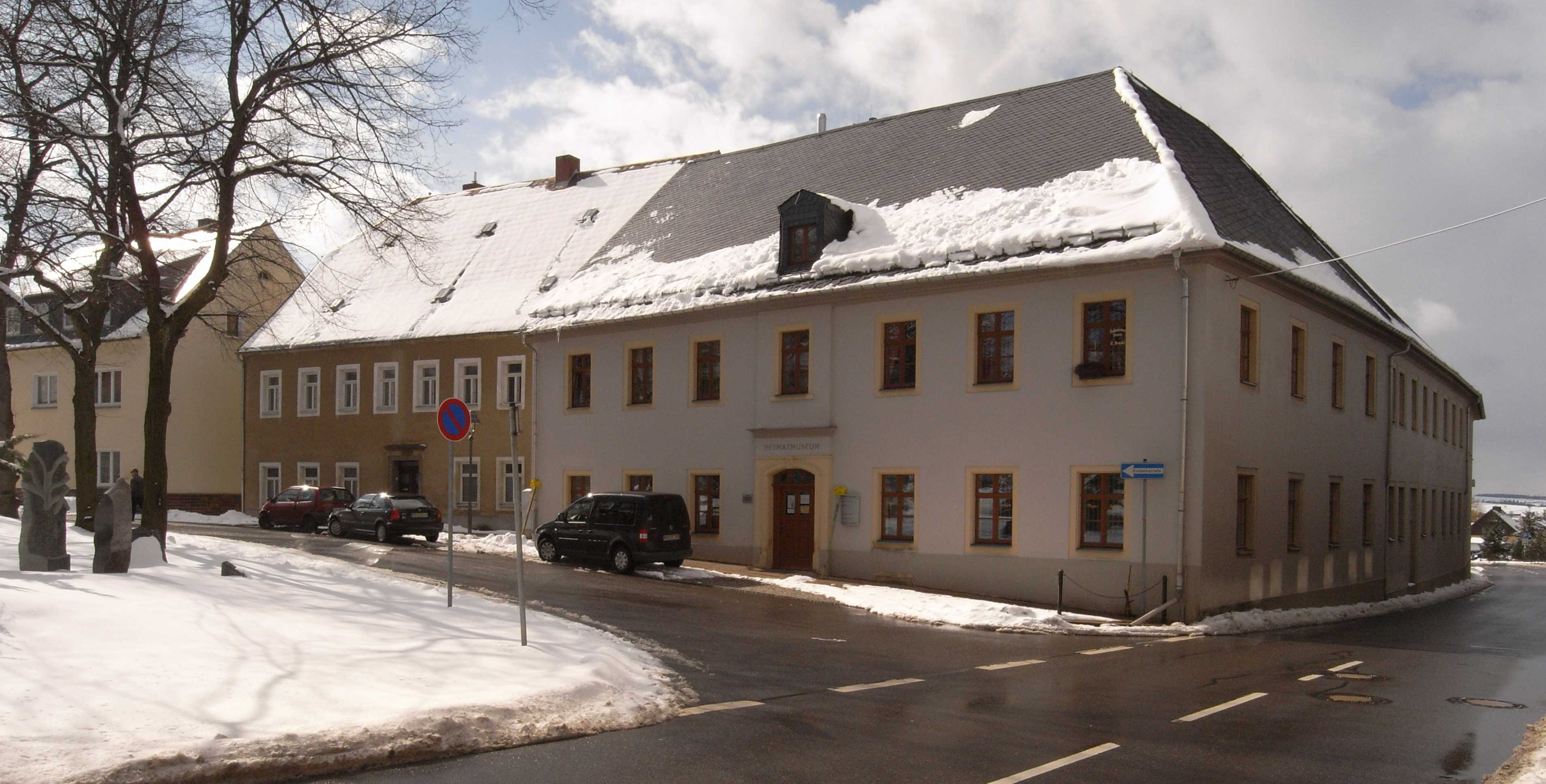
Serpentinsteinmuseum in Zöblitz/Erzgebirge

### Beginn
Zöblitzer Serpentin wurde nachweislich über fünf Jahrhunderte hinweg abgebaut. Die Ursprünge seines Beginns verlieren sich im Dunkel der Geschichte. Aus den Aufzeichnungen einer im Original verlorenen Urkunde geht aber hervor, dass eine Serpentinverarbeitung hier bereits im 15. Jahrhundert bestanden habe. Diese Urkunde benennt einen Bergmeister Christoph Illigen als Begründer der Serpentindrechselei und datiert sein Todesjahr auf 1482. Andere Angaben lassen an dieser Datierung zwar zweifeln, jedoch dürften Serpentinitgewinnung und -verarbeitung hier spätestens im 15. Jahrhundert begonnen haben, da der Erzgebirgsort Zöblitz seit 1488 mit den Privilegien einer freien Bergstadt ausgestattet war, ohne dass hier Erze abgebaut wurden. Die Stadt war Sitz des Bergamtes der Herrschaft Lauterstein. Die damit verbundenen steuerlichen Privilegien waren zur Förderung des Bergbaus verliehen und werden sich damit vermutlich auf den Abbau des Serpentinitgesteins bezogen haben.
Zur Aufnahme der Serpentinverarbeitung könnte beigetragen haben, dass Zöblitz an der alten Handelsstraße Antiqua semita Boemorum lag, die in südliche Richtung über Prag nach Italien führte und einen Wissensaustausch beförderte. So wird in erzgebirgischen Sagen mehrfach von Walen oder Venetianern gesprochen, die, für die Einheimischen merkwürdig anmutend, in den Wäldern und Bächen nach „Steinen“ und „Erzen“ suchten. Solche Sachkundige aus Italien können dort bekannte Verarbeitungstechniken für ähnliche Gesteine nach Sachsen getragen und ihre Übernahme angestiftet haben.
Das vermutlich älteste belegte Erzeugnis aus Zöblitzer Serpentin ist ein Deckelbecher in den Dänischen Königlichen Sammlungen, dessen silberne Fassung eine Datierung auf das ausgehende 15. Jahrhundert ermöglichte.
Die erste bisher bekannte literarische Erwähnung stammt von Georgius Agricola, der in seinem Werk „De natura fossilium“ auf das Material verweist.

### Entwicklung des Abbaus
Aus zahlreichen kleinen Gewinnungsstellen vergangener Jahrhunderte ging ein einziger größerer Steinbruch hervor, während kleinere Abbaustellen verlassen und inzwischen verwachsen in der Landschaft nur noch schwer auffindbar sind. Zeitweilig war mit dem unterirdischen Abbau von Teilen der Lagerstätte experimentiert und für so gewonnenen Stein die Bezeichnung „Stollnbruch“ in Gebrauch.
2012 endete der Abbau.

### Andere sächsische Serpentinite Zöblitzer Verarbeitung
In geringerem Umfang eingesetzt, dennoch erwähnenswert sind die Serpentinite von Kuhschnappel, aus dem Pechgrund bei Hohenstein-Ernstthal und aus weiteren kleineren Abbaustellen in Mittelsachsen. Sie wurden zu kunstvollen Drechselarbeiten in Zöblitz und in anderen sächsischen Orten verarbeitet. Es handelt sich dabei unter anderem um einen Bronzitserpentinit, der sich bei anderem Erscheinungsbild ähnlich gut verarbeiten ließ. Der noch in der DDR betriebene Abbau bei Hohenstein-Ernstthal wurde später eingestellt. Diese Gesteine treten in der Randzone des Sächsischen Granulitgebirges auf.

### Verarbeitung
Die wichtigste frühe Anwendung von Zöblitzer Serpentin ist der als Hausrat alltäglicher wie festlicher Art. Typisch sind Trinkgefäße, Schraubflaschen, Dosen, Teller, Kerzenständer, Mörser, Reibeschalen und Pistille. Typische Erzeugnisse handwerklicher Herstellung waren Gefäße: Georgius Agricola berichtet 1546 über Trinkgeschirre aus Zöblitzer Serpentin. Petrus Albinus nennt in der „Meißnischen Bergk Chronica“ von 1590 einfache Haushaltartikel aus diesem Stein wie Salzfässchen, Löffel, Trinkgefäße, Schüsseln und Wärmsteine.

#### Fassungen, Beschlag und Besatz
Bereits im 15. Jahrhundert erhielten Serpentinwaren manchmal eine Metallfassung, wenn sie Funktionalität oder Handhabung verbesserte; so schützte man den weichen Stein vor Beschädigungen und ermöglichte, wo es erwünscht war, die Montage von Deckeln und Griffen. In den überregionalen Handel gelangten sie hauptsächlich ohne Beschlag. Am Ort des Kunden übernahmen Gold- und Silberschmiede bzw. Zinngießer die Einfassung. Bei höfischen Gerätschaften kamen mitunter Besatzarbeiten mit Edelsteinen hinzu. Für den sächsischen Hof von August dem Starken arbeiteten beispielsweise Goldschmiede wie Elias Geyer und Urban Schneeweiß im 17. Jahrhundert die Edelmetalleinfassungen für Gefäße aus Zöblitzer Serpentin. Arbeiten dieser Art sind auch aus anderen europäischen Ländern bekannt, z. B. aus Belgien (Lüttich), Dänemark (Kopenhagen), England, der Niederlande (Maastricht, Leeuwarden und Den Haag), Österreich (Wien) und Russland.

#### Serpentinsteindrechslerei
Die typische Verarbeitungsweise ist das Drechseln, also die trockene Bearbeitung bei einer rotierenden Bewegung. In den frühen Werkstätten hatte der Drechsler die drehende Welle mit einem handgeführten Bogen zu bedienen, dessen Sehne um die Achse geschlungen war. Diese Art von Drechselbank oder Drehbank nennt man Fitschel- oder Fitzelbank. Davon stammt das Wort „Fitscheln“ für kurze schnelle Reibe- und Sägebewegungen. Später veränderte sich der Antrieb und wurde zwischen ein Pedal und eine Wippe (federndes Holz- oder Metallteil) gelegt.
Die Form der Wippdrechselbänke blieb über mehrere Jahrhunderte gleich. Vom Pedal ging ein Seil über die Welle nach oben zur federnden Wippe. Letztere spannte das Seil und zog es nach oben, wenn der Arbeiter den Fußdruck am Pedal lockerte. Dadurch ergaben sich in hintereinander folgenden Sequenzen gegenläufige Drehbewegungen. Das Abtragen des Materials an dem eingespannten Werkstück geschah mit verschiedenen Dreheisen, die nur in eine Drehrichtung zum Einsatz gebracht werden konnten. Bei der Rückbewegung musste der Drechsler das Werkzeug schnell vom Werkstück entfernen, da sonst Fragmente aus dem Stein herausgerissen werden konnten. Nacharbeiten und Formen, die nicht durch drehende Bearbeitung zu schaffen waren, wurden mit der Feile, Raspel und verschiedenen Hobeln herausgearbeitet. Im 19. Jahrhundert verlor die über Jahrhunderte verwendete Wippdrechselbank langsam ihre Bedeutung, weil Dampfkraft und elektrischer Strom kontinuierliche Drehbewegungen ermöglichten.
Besonderes Augenmerk mussten die Verarbeiter auf die Auswahl des Rohmaterials legen. Natürliche Frakturen und Chrysotil-Einlagerungen waren der Verarbeitung abträglich und führten oft zum Brechen. Ebenso sind die selten auftretenden roten Pyropkristalle (sehr hart im Vergleich zum umgebenden Gestein) und stark zersetzte Bereiche des Serpentinits wegen geringer Festigkeit ungeeignet und beeinträchtigen ein gutes Arbeitsergebnis.

Büchse mit Schraubdeckel aus Zöblitzer Serpentin (Drechselarbeit)
Nachbildungen historischer Trinkgefäße (Drechselarbeit)
Kerzenhalter aus Zöblitzer Serpentin (Drechselarbeit)
Schale aus Zöblitzer Serpentin (teilweise Drechselarbeit)
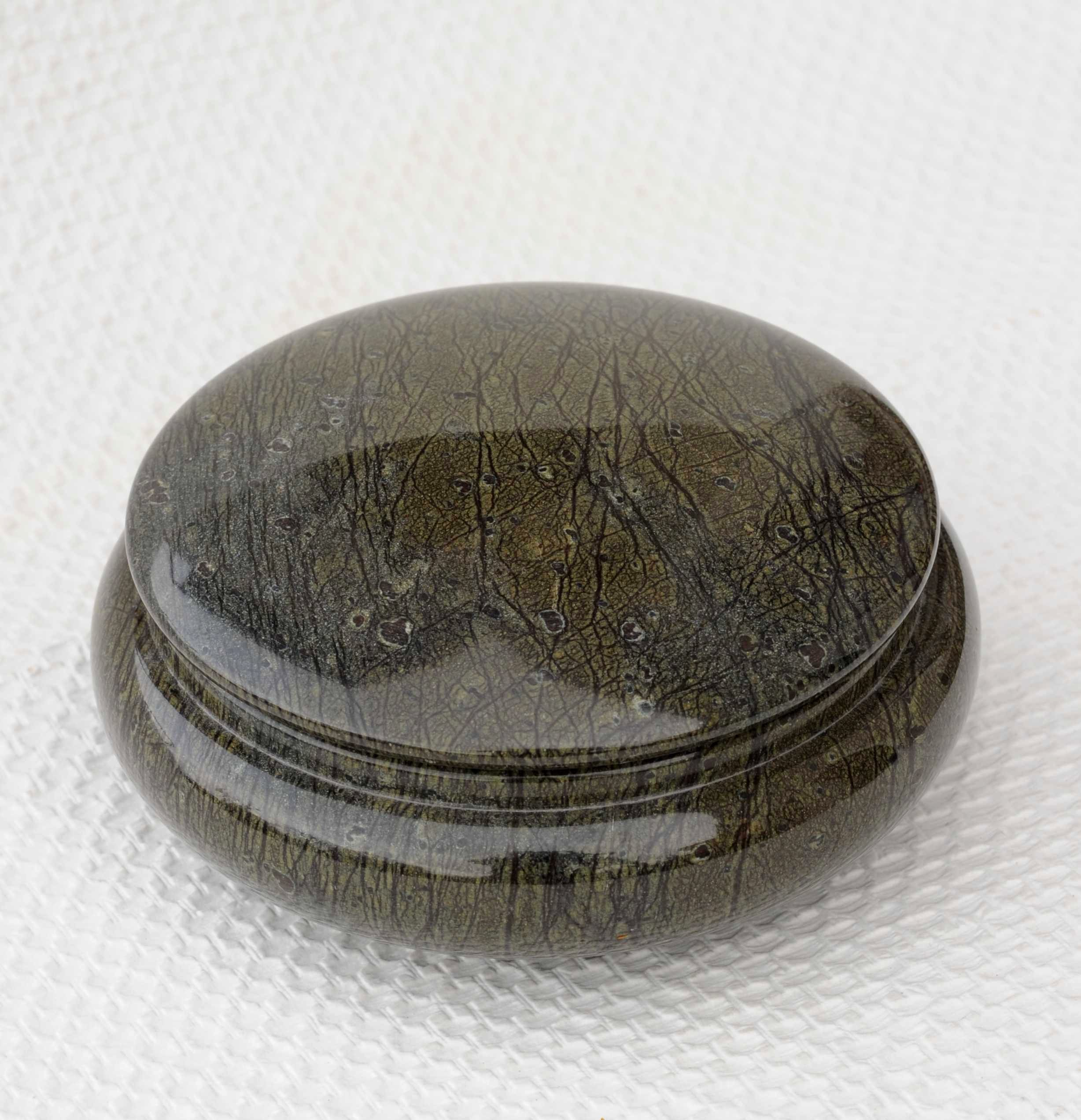
Dose aus seltener Varietät (Drechselarbeit)
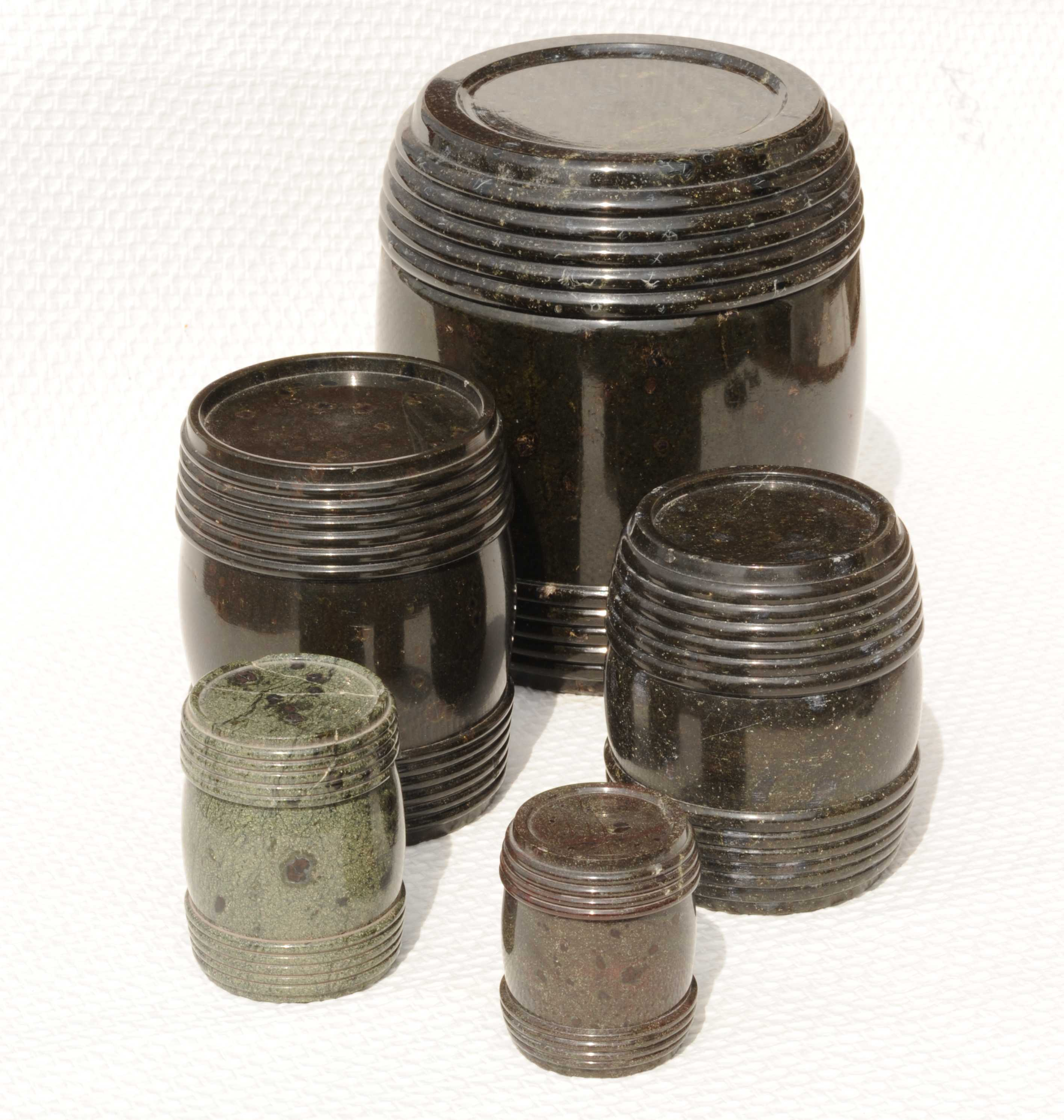
Tabatieren mit Schraubdeckel (Drechselarbeit)
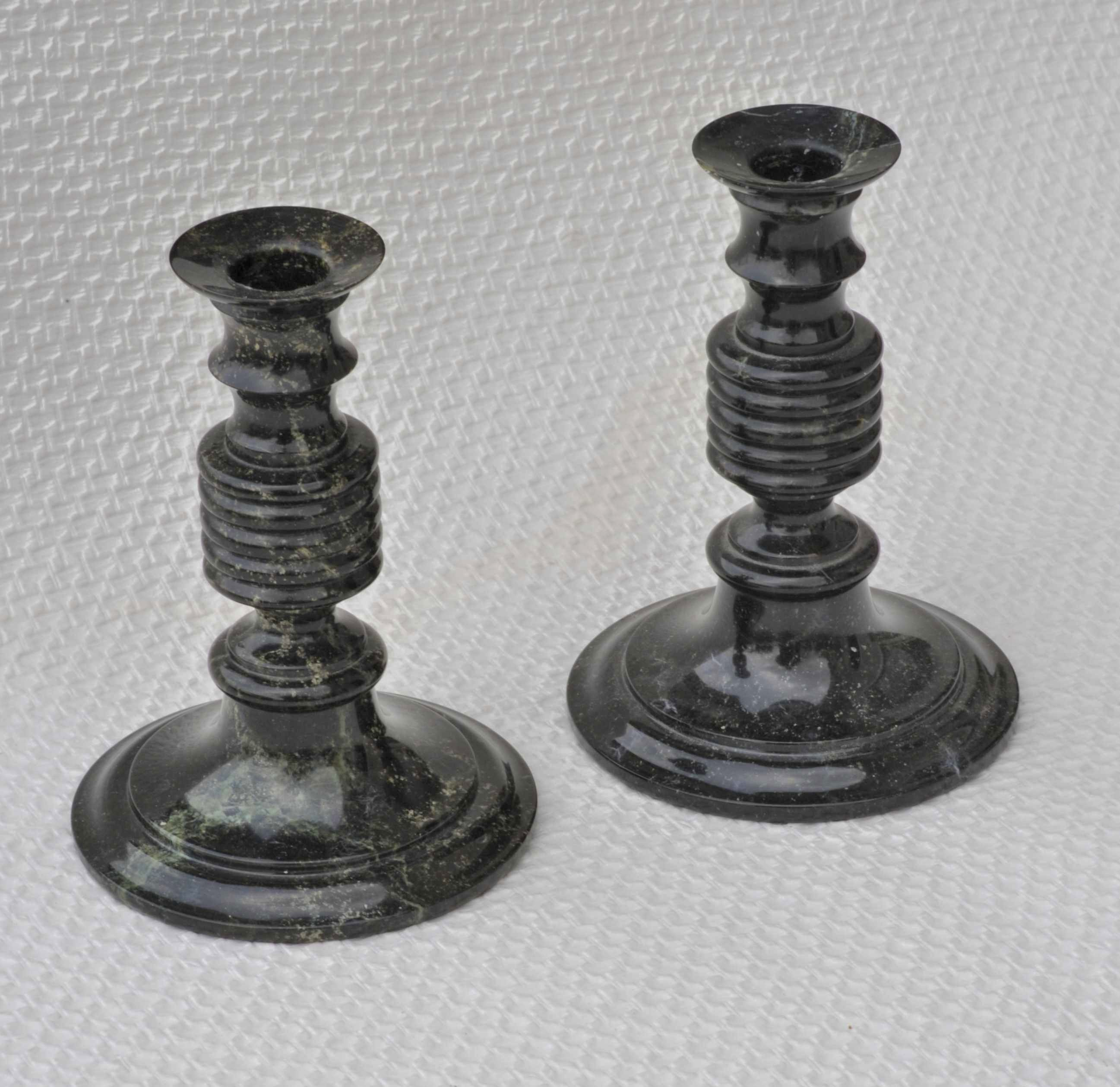
Kerzenhalter (Drechselarbeit)
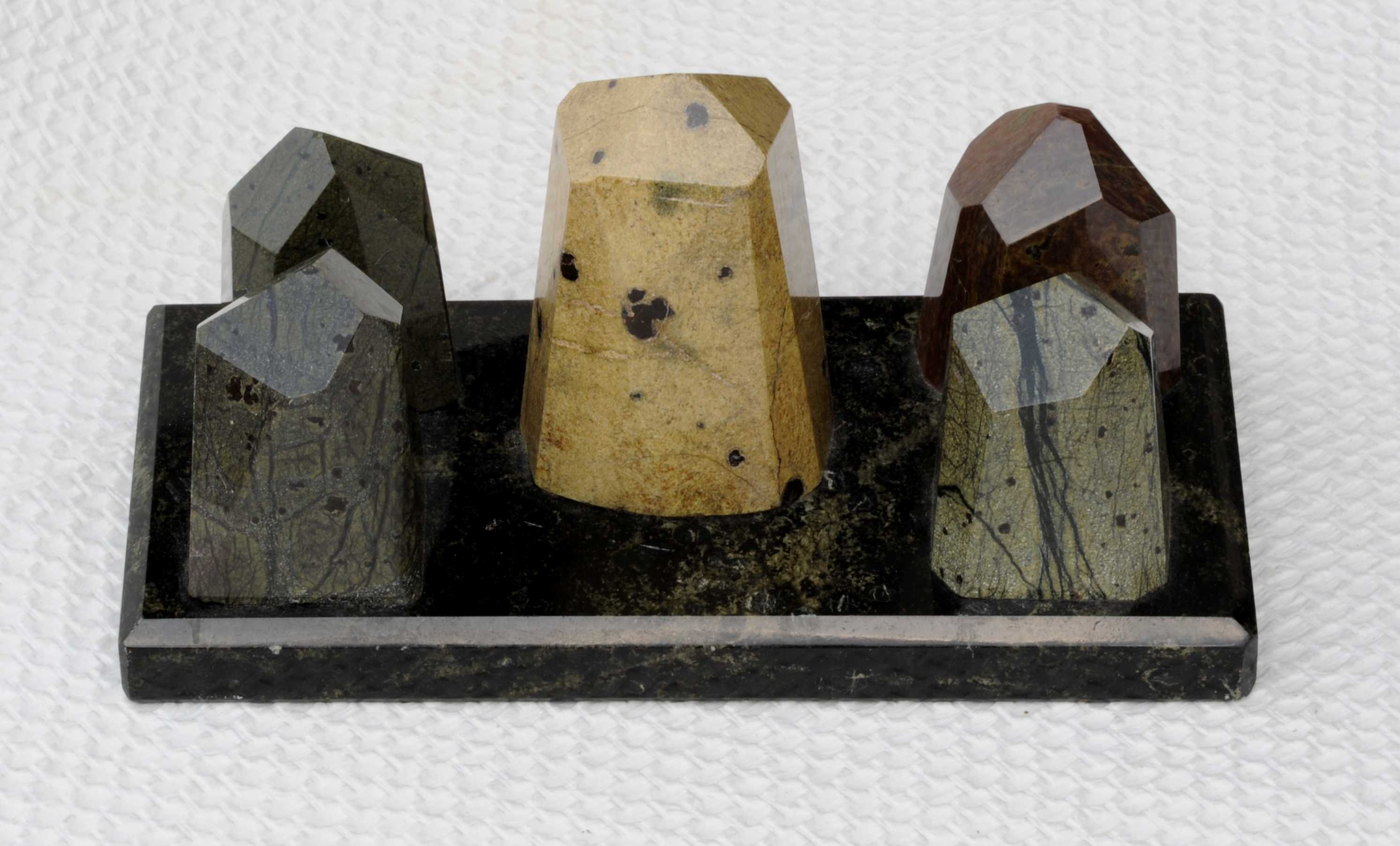
Ehemaliger Werbeartikel mit wichtigen Sorten des Zöblitzer Serpentins

### Verwendung

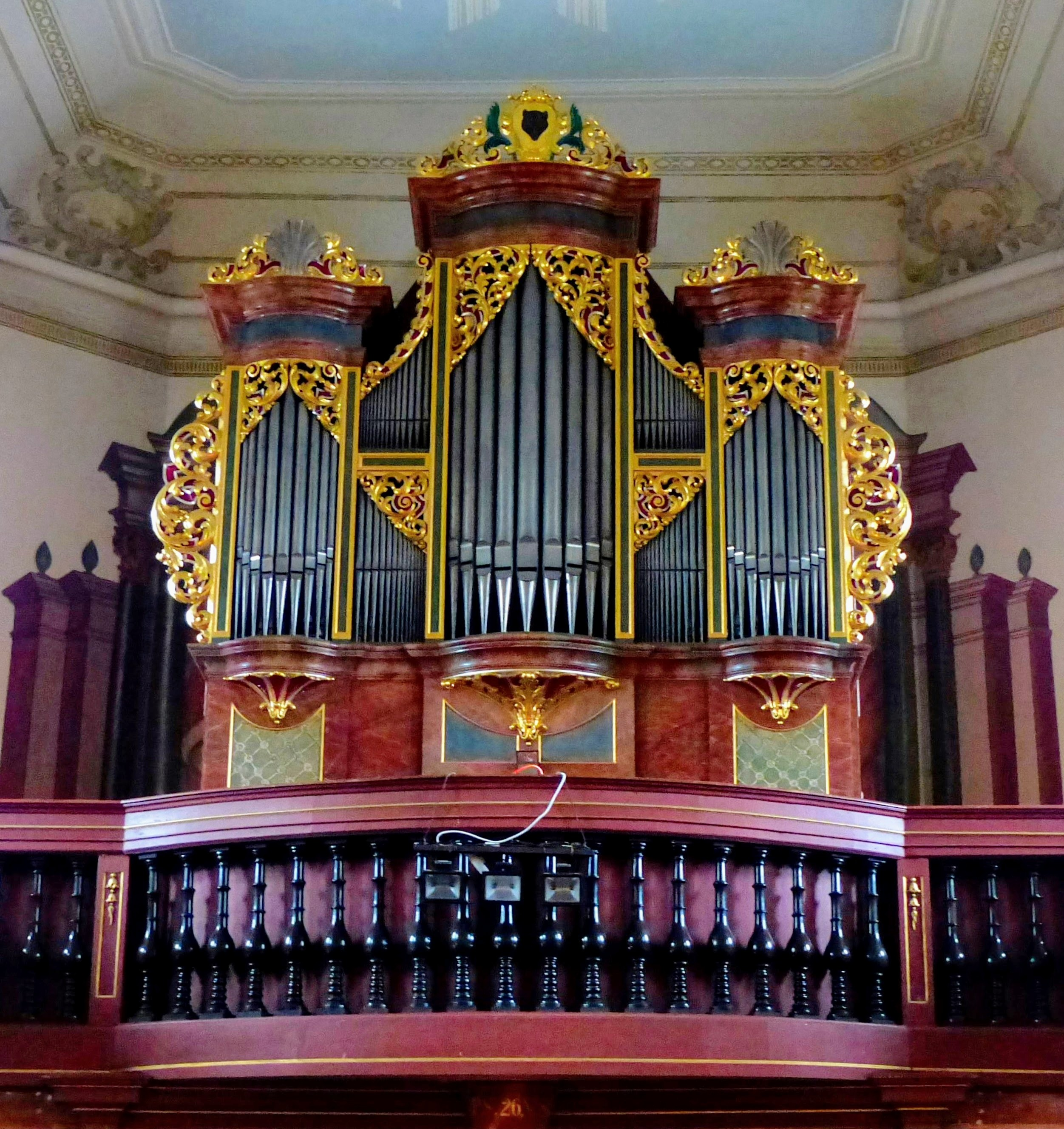
Kirchenausstattung in Zöblitz: aus Serpentin gedrechselte Balustrade der Silbermannorgel

Der im Sachsen des 16. Jahrhunderts maßgeblich wirkende Natursteinbeauftragte, Bildhauer und Baumeister Giovanni Maria Nosseni (1544–1620) hatte auch für den Zöblitzer Serpentin ein kurfürstliches Privileg, das ihm die Beschaffung guter und großer Rohstücke zu jeder Zeit ermöglichte. Nach seinem Tod sicherte sich der Kurfürst die entschädigungsfreie Bereitstellung von Werksteinstücken direkt durch ein entsprechendes Privileg und setzte 1624 einen Serpentinsteinaufseher ein, der in späteren Zeiten den Titel „Kurfürstlicher Inspektor“ führte. Dieses Bezugsprivileg galt bis 1836 und unterstreicht die zeitgenössische Bedeutung des Zöblitzer Serpentins. Im Besonderen war der private Verkauf der seltenen gelben und roten Sorten untersagt, weil sie der sächsische Hof für seinen eigenen exklusiven Bedarf benötigte.
Nach einigen Jahren der Krise brachte 1740 ein Großauftrag von Gaetano Chiaveri für den Bau der Katholischen Hofkirche Dresdens eine starke Belebung in das Serpentindrechslerhandwerk von Zöblitz. Im Siebenjährigen Krieg kam die Produktion um 1763 wieder zum Erliegen. Der Versuch von Friedrich Wilhelm Heinrich von Trebra, mit der Gründung einer Manufaktur und einem ständigen Handelskontor in Leipzig das Geschäft wieder zu beleben, scheiterte nach kurzer Zeit 1774 mit erheblichen Kapitalverlusten.
Im Verlauf des 19. Jahrhunderts erholte sich die Serpentinwarenproduktion infolge des sich gut entwickelnden Überseehandels und unterstützt durch die Aufhebung des staatlichen Monopolzugriffs für große Rohstücke. In der zweiten Hälfte des 19. und zu Beginn des 20. Jahrhunderts erlangten Zöblitzer Serpentinwaren ihre größte Verbreitung, befördert durch umfangreiche Werbemaßnahmen. Unter den in Katalogen angepriesenen Angeboten befanden sich beispielsweise Wärmsteine, Trinkgefäße, Standuhrgehäuse, Briefbeschwerer, Schreibtischgarnituren, Tischschalen unterschiedlichster Ausführung, Lampensockel, Spielwürfel und Aschenbecher. Ferner überliefern die Angebotskataloge Stilkamine, Standsäulen für Plastiken und andere Objekte, Türverkleidungen, Taufsteine, Grabsteine und Urnen sowie Altarteile. Für technische Zwecke wurden Isolatoren, Schalttafelelemente und Heizkörperverkleidungen gefertigt.
Als Bau- bzw. Dekorationsgestein wurde der Zöblitzer Serpentin nur gelegentlich eingesetzt, zum Beispiel am Portal (um 1520) der Grabkapelle Herzog Georgs von Sachsen im Meißner Dom. Diese Anwendung ist der bisher früheste nachgewiesene Beleg von Zöblitzer Serpentin in der Architektur.
In der Katholischen Hofkirche von Dresden sind nicht nur Baluster verschiedener Chorschranken aus diesem Gestein gefertigt, sondern auch goldgefasste Flächen im Joseph- und Marienaltar, jeweils seitlich vom Hochaltar. In der Stadtkirche von Zöblitz existieren ein Taufstein und Säulen sowie die Balustrade des Kanzelaltars aus Zöblitzer Serpentin. Ein von Elias Weißbach signiertes Werk stellt der Taufstein in der Stadtkirche St. Nikolai in Herzberg (Landkreis Osterode am Harz) aus dem Jahre 1624 dar. Auf deutschen Friedhöfen oder in Grabkapellen begegnet man immer wieder Teilen von Grabmalen (München) aus Zöblitzer Serpentin. In der Stadtarchitektur Dresdens tritt durch Gottfried Semper mit dem Bau des Neuen Hoftheaters (1878 vollendet) das Gestein wieder auf. Die Baluster aller Treppenläufe und Galeriebegrenzungen wurden von der Sächsischen Serpentin-Aktiengesellschaft ausgeführt. Die gleiche Firma führte bei der Errichtung (1871–1877) der Gemäldegalerie in Kassel Türeinfassungen im Hauptgeschoß aus. Für die Loggia im selben Gebäude entstanden acht Ruhebänke. Die Zerstörungen im Zweiten Weltkrieg vernichteten diese Ausstattung. Als letztes Beispiel soll das Eingangsportal (1916 vollendet) zum großen Lesesaal in der Deutschen Bücherei von Leipzig erwähnt werden.
Der größte Teil des in jüngerer Zeit abgebauten Gesteins zeigte allerdings eine erhebliche Rissigkeit, wodurch er als Werkstein eingeschränkt, nämlich nur nach sorgfältiger Auswahl geeignet ist und seit dem 20. Jahrhundert eher als Massenrohstoff genutzt wurde.

### Verwertung ab 20. Jahrhundert
Bis vor den Zweiten Weltkrieg waren die Firmen Otto Lippmannund Gebrüder Uhlig und die Sächsische Serpentinstein-Gesellschaft (SSG) bei der künstlerischen Verarbeitung des Zöblitzer Serpentins maßgebend. Letztgenannte ließ kunsthistorisch verdienstvoll führende Vertreter der deutschen Kunstgewerbebewegung für sich entwerfen. Der insoweit bekannteste Exponent war Albin Müller; seine bei der SSG gefertigten Stücke erhielten 1906 auf der für die Reformbewegungen und den Jugendstil bedeutsamen Dritten Deutschen Kunstgewerbeausstellung Dresden höchste Auszeichnungen. Weiter sind zu nennen der Architekt Ernst Krieg aus Dortmund, der für die SSG Schalen und Vasen gestaltete, und Friedrich Adler, der für SSG wie für die Kataloge von Otto Lippmann entwarf.
Nach dem Zweiten Weltkrieg gründete man aus verbliebenen funktionsfähigen Fertigungsstätten den VEB Zöblitzer Natursteine, der ab 1979 Kombinatsbetrieb des VEB Kombinat Zuschlagstoffe und Natursteine Dresden wurde. In der DDR wurde Zöblitzer Serpentin allerdings nur eingeschränkt weiterhin kunstgewerblich verarbeitet, sondern vorrangig zur Gewinnung von Schotter- und Splitt sowie Terrazzogrundstoffen verwendet. Seit den 1980er Jahren arbeitete der Bildhauer Volker Beier mit Serpentin.
Nach 1989 wurde das Werk privatisiert. Nach Besitzwechsel setzte den Betrieb in verbliebenen Anlagen die 2004 gegründete Natursteine Zöblitz GmbH unter Führung einer ortsansässigen Familie fort; mit ihrer Liquidation ab Sommer 2024 endet die gewerbliche Serpentinsteindrechslerei in Zöblitz.